# Concord (Missouri)
Concord és una concentració de població designada pel cens dels Estats Units a l'estat de Missouri. Segons el cens del 2000 tenia 16.689 habitants.

## Demografia
Segons el cens del 2000, Concord tenia 16.689 habitants, 6.926 habitatges, i 5.000 famílies. La densitat de població era de 1.169,4 habitants per km².
Dels 6.926 habitatges en un 25,7% hi vivien nens de menys de 18 anys, en un 61,6% hi vivien parelles casades, en un 8,2% dones solteres, i en un 27,8% no eren unitats familiars. En el 24,5% dels habitatges hi vivien persones soles el 12,1% de les quals corresponia a persones de 65 anys o més que vivien soles. El nombre mitjà de persones vivint en cada habitatge era de 2,41 i el nombre mitjà de persones que vivien en cada família era de 2,88.
Per edats la població es repartia de la següent manera: un 20,6% tenia menys de 18 anys, un 6,5% entre 18 i 24, un 23,8% entre 25 i 44, un 27,9% de 45 a 60 i un 21,3% 65 anys o més.
L'edat mediana era de 44 anys. Per cada 100 dones de 18 o més anys hi havia 88,2 homes.
La renda mediana per habitatge era de 55.275 $ i la renda mediana per família de 64.155 $. Els homes tenien una renda mediana de 47.975 $ mentre que les dones 31.675 $. La renda per capita de la població era de 26.933 $. Entorn de l'1,1% de les famílies i l'1,7% de la població estaven per davall del llindar de pobresa.

## Poblacions més properes
El següent diagrama mostra les poblacions més properes.